# Duplachionaspis eritreana
Duplachionaspis eritreana är en insektsart som beskrevs av Williams 1955. Duplachionaspis eritreana ingår i släktet Duplachionaspis och familjen pansarsköldlöss.
Artens utbredningsområde är Eritrea. Inga underarter finns listade i Catalogue of Life.